# Auguste Boyer
Auguste Boyer was een Frans golfer, actief in de jaren 1920 en 1930.
In 1931 speelde hij in het US Open, waar hij op de 29ste plaats eindigde. Hij won het Zwitsers Open driemaal.

## Toernooiwinsten
Boyer won onder andere de volgende internationale toernooien:
- 1926: Italiaans Open (met 147)
- 1928: Italiaans Open (met 145)
- 1930: Duits Open, Italiaans Open (met 140), Zwitsers Open (met 150)
- 1931: Italiaans Open (met 141)
- 1932: Nederlands Open, Duits Open
- 1933: Belgisch Open
- 1934: Zwitsers Open (met 133)
- 1935: Duits Open, Zwitsers Open (met 137)
- 1936: Belgisch Open, Duits Open